# Júlia i Júlia
Júlia i Júlia (títol original: Giulia e Giulia) és una pel·lícula de drama i suspens de 1987, dirigida per Peter del Monte i protagonitzada per Kathleen Turner, Sting i Gabriel Byrne. Ha estat doblada al català.
Va representar el debut en anglès de Peter Del Monte, i va ser la primera pel·lícula (i vídeo en general) rodada enterament en la nova tecnologia de vídeo d'alta resolució digital HDVS de Sony i transferida posteriorment a una pel·lícula analògica de 35mm per tal de poder ser projectada als cinemes.

## Argument
Júlia, una jove nord-americana, ha quedat vídua durant la lluna de mel a causa d'un tràgic accident. Sis anys més tard, troba la força per tornar a Trieste, un lloc de memòria i esperances frustrades. En un intent per recuperar part de la seva vida com una jove promesa comença a viure una divisió dolorosa entre la realitat i la imaginació, entre el que és i el que podria haver estat. La ment de Júlia, cada vegada més molesta, es perd en una intersecció confusa dels esdeveniments i les possibilitats que condueixen a la mort.

## Repartiment
- Kathleen Turner: Júlia
- Gabriel Byrne: Paolo
- Gabriele Ferzetti: Pare de Paolo
- Angela Goodwin: Mare de Paolo
- Sting: Daniel
- Lidia Broccolino: Carla
- Norman Mozzato: Luigi
- Yorgo Voyagis: Goffredo

## Premis i nominacions[4]
| Any  | Categoria                    | Receptor          | Premi                                                | Resultat  |
| ---- | ---------------------------- | ----------------- | ---------------------------------------------------- | --------- |
| 1987 | Millor banda sonora original | Maurice Jarre     | Festival Internacional de Cinema Fantàstic de Sitges | Guanyador |
| 1987 | Millor pel·lícula            | Peter Del Monte   | Festival Internacional de Cinema Fantàstic de Sitges | Nominat   |
| 1988 | Millor actor secundari       | Gabriele Ferzetti | David di Donatello                                   | Nominat   |
| 1988 | Millor fotografia            | Giuseppe Rotunno  | Italian National Syndicate of Film Journalists       | Nominat   |
| 1988 | Millor actriu estrangera     | Kathleen Turner   | Sant Jordi Awards                                    | Nominada  |